# Cyphastrea ocellina
Cyphastrea ocellina là một loài san hô trong họ Faviidae. Loài này được Dana mô tả khoa học năm 1864.